# Onobrychis bungei
Onobrychis bungei är en ärtväxtart som beskrevs av Pierre Edmond Boissier. Onobrychis bungei ingår i släktet esparsetter, och familjen ärtväxter. Inga underarter finns listade i Catalogue of Life.